# パチンコセクシーリアクション
『パチンコセクシーリアクション』は、1998年にサミーが開発、発売したアーケードゲームおよびそのシリーズである。ジャンルは脱衣パチンコ。

## 概要
パチスロやパチンコで知られるサミーが開発、発売しているアーケードゲーム機である。ジャンルはパチンコを使った脱衣ゲーム。シリーズ作品となっており、パチンコゲーム、特殊な効果を持つカラーボールの存在などは共通しているが、ストーリーやステージクリアシステム等は作品によって大きく異なる。

## 操作方法
コントローラは同社作のパチンコ（新枠）と同じもので、1980年代初頭に幾つか見受けられた『テレパチ』『パチフィーバー』等のビデオパチンコや、中日本リースの『銀玉勝負』にも同じようなコントローラーが使われている（当然、互換性はない）。このコントローラーの構造は『アルカノイド』等に使われているフォトセンサーを一回り大きくしたような形で、コントローラーの回し方の強弱でモーターの回転速度が変化し、モーター部分に付いている接点がフォトセンサーを潜り抜ける事でゲーム上の玉が発射されるという仕組みになっている。なお、基板上のDIPスイッチの設定を切り替えることで通常のレバーとボタンでも操作が出来るように変更が可能である。

## 共通システム
基本的なゲーム内容はパチンコと同様である。初期の持ち玉は100発。ハンドルを回すことでパチンコの玉が発射され、持ち玉カウンターが減少、チャッカーやアタッカーに入れば100を上限として増加、0になるとゲームオーバーとなる。ゲーム中の追加クレジット投入により、持ち玉が100発に回復する。
通常のパチンコに見られない特徴としてカラーボールの存在がある。本作のパチンコの玉には通常のもの（銀玉）以外に特殊な効果を持つ玉が存在し、カラーボールと呼ばれている。カラーボールは、以下に示される特定条件発動中でない限り、不定期に発射される。カラーボールの種類と効果は以下の通りである。
青色
残像効果を持ったボール。チャッカーに入ると、その後発射される玉が一定数、赤色のカラーボールとなる。
赤色
チューリップに入ると一定時間、チューリップが開放状態となる。
虹色（第1作のみ）
ボールの回りが複数の色に光り輝くボール。チャッカーに入ると、一定時間高確率タイムに移行する。
ハート（第2作のみ）
画面上に時々現れる星マークにボールが命中すると、その直後に一定時間発射される。ハートのカラーボールがチャッカーに入ると、一定時間高確率タイムに移行する。
ドクロ
チャッカーに入ると、ボールの入ったチャッカーが破壊されてしまう。破壊後、一定数の玉を発射すると、破壊されたチャッカーは復活する。ただし、第1作の最終ステージにおけるゴールドチューリップは復活しない（通常のチューリップとなって復活する）。なお、大当たり中に開くアタッカーには影響を与えない。
本シリーズでは、1キャラクター分のゲームを1ステージと呼んでいる

## シリーズ作品

### パチンコセクシーリアクション
シリーズ第1作である。ゲーム内容は「パチンコで勝って、パチンコの景品である（ステージによってはエッチ度の掛かった）衣装をゲット、女の子にその衣装に着替えてもらう（着替えシーンも一部含まれる）」というものである。

#### ゲームシステム
攻略対象キャラクターは5人。第3ステージまではプレイ順を選択可能、第4ステージからは固定となっている。
第3ステージまでの台はデジパチとなっている。ボールがチャッカーに入るとスロットが回転、絵柄が揃うと大当たりとなる。通常は閉じた状態となっているパチンコ下部のアタッカー（ミニポケット9箇所）が大当たりの際には開き、あるいはステージによっては開閉を始め、一定時間以内に開状態のミニポケット全てにボールが入れば連荘となる。
第4ステージ以降の台は羽根モノとなっている。大当たりまでの仕組みがステージによって大きく異なるため、これらのシステムについては各ステージのキャラクター説明に合わせて詳述する。
ボールがチャッカーやミニポケットに入って持ち玉カウンターが増加し、カウンターが100からあふれた分は箱に貯蔵される。目標玉数まで箱が貯まればステージクリアとなる。
1人に対して3面のプレイが設けられており、それぞれの面で獲得できる景品（衣装）も異なる。なお、第3ステージまでの目標玉数はそれぞれ500発、1000発、1500発となっている。第4ステージの目標玉数は1000発、2000発、3000発。第5ステージの目標玉数は2000発、4000発、6000発となっている。
本作ではスコアの概念は存在しない。

#### 登場人物
杉本みるる
声：西原久美子
17歳の高校生。3サイズは88-56-84。
髪はピンクで元気が取り柄。コスプレが趣味で、本作の主題である「女の子に着替えてもらう」ことにも積極的に応じてくれる。というより、デートで行き先を決める際に「取ってほしい洋服がある」といってパチンコ店さんに連れて行かれるというストーリー展開となっている。
着てもらう衣装は「特撮もの（光線銃らしきものとセット）の衣装」「巫女服」「天使の羽のついた、露出度の高い水着」である。
風見澪奈
声：吉田古奈美
19歳の大学生。3サイズは84-54-82。
ショートヘアの少女でボーイッシュないでたち。運動好きで、テニスが趣味。パチンコ店に連れていかれることにも、衣装替えにも非協力的。
着てもらう衣装は「テニスウェア」「レオタード」「ビキニ」である。
橘深冬
声：勝生真沙子
21歳のOL。3サイズは96-57-88。
妖艶な美貌の持ち主で巨乳が自慢のグラマラスな女性。パチンコ店で高価な衣装をねだり、着替えを覗かれても構わないと余裕を見せる、大人の女。主人公をからかうのが趣味。
着てもらう衣装は「チャイナドレス」「赤い革のボディコン」「黒い革の衣装」である。
君島唯華
声：大谷育江
パチンコ店に勤める女釘師で、主人公が上の3人を制覇すると登場する隠れキャラクター。自慢の台で主人公に挑んでくる。
このステージは羽根モノであるため、他のステージとは大当たりに向かうまでの仕掛けが異なる。画面下部の3ヶ所のチャッカーに入るとルーレットが回り、ルーレットが止まると同時にルーレット横の羽が一定時間開放。羽に誘導されて中央のVゾーンに入賞すれば大当たりとなる。大当たり後は、羽が一定間隔で開閉し、同じくVゾーンに入賞すれば連荘となる。5連荘で大当たりは終了となる。
3面制覇することで、三番目にプレイしたキャラの第2面の衣装に着替えさせることができる。
君島綾音
声：高田由美
君島唯華の姉。パチンコ店のオーナーでもある。妹が敗れると登場する。
このステージは羽根モノであるため、他のステージとは大当たりに向かうまでの仕掛けが異なる。画面上部の1ヶ所のチャッカーに入るとルーレットが回転、ルーレットの絵柄によって点在されている6ヶ所のチューリップのいずれが開き、そのチューリップに赤色のカラーボールが入ればゴールドチューリップに変化する。6つのチューリップ全てをゴールドチューリップに変化させると、一定時間、発射したボールが外れることのない、巨大なチューリップが出現するという内容となっている。なお、ルーレットの絵柄次第では複数のチューリップが開く場合や、全チューリップ破壊もあり得る。チューリップが破壊された場合、ゴールドチューリップに変化していたものも破壊されてしまい、復活後は通常のチューリップに戻ってしまう。

#### スタッフ
- キャラクターデザイン、作画監督：琴義弓介
- アニメーション制作：オー・エル・エム

### パチンコセクシーリアクション2
シリーズ第2作である。ゲームストーリーは前作から大きく変わり、「デートの向かい先で発生するトラブルをパチンコに勝つことで解決していく」ような内容となっている。そのため、脱衣シーンも、着替えに伴う脱衣ではなく、1つの衣装を段階的に脱衣する内容となっている。また、クリア条件など、ゲームシステム上も異なる点がある。

#### ゲームシステム
台は全てデジパチとなっており、大当たり後に登場するボーナスアタックにおいて、指定キャラクターに一定回数ボールをぶつければボーナスクリアとなる。そのため、持ち玉カウンターの溢れ分という考えは存在しない。また、チューリップの上に時々攻略対象キャラクターがお邪魔キャラクターとして登場する点、スコアの概念を設けている点なども前作と異なる点である。
最初のステージは「マリンパーク」「サファリパーク」「海水浴場」から選択して、第2、第3ステージは残りのステージから自動選択となる。第4は「湾岸コース」「シティコース」から選択となり、第5ステージは選択したコースに応じて自動決定となる。コース選択は排他的であり、選択しなかったコースのキャラクターはそのゲームには登場しない。第6ステージは、デート相手のりかるの家となる。

#### 登場人物
りょうこ
声：木村愛
マリンパークのアトラクションスタッフ。マリンパークではイルカショーをやっているというのに、会場は満席状態。会場に入るために、主人公はアトラクションスタッフのりょうこにパチンコで挑む。
ボーナスアタックでは氷が出現し、ボールで氷を壊すと中から現れるペンギンがターゲットとなる。
くみこ
声：八田征子
サファリパークのアトラクションスタッフ。虎の衣装を被り、主人公たちを脅かしにくる。主人公はパチンコで逆襲する。
ボーナスアタックではもぐらがターゲットとなっている。もぐらは、もぐら叩きのように穴から出入りする演出となっている。
みぞれ
声：小暮都
海水浴場のスタッフ。サメが現れたため、主人公を追い返そうとする。主人公はパチンコでサメ退治に乗り出す。
ボーナスアタックのターゲットは、もちろんサメ。画面上を左右に行き来するサメにボールを命中させると、サメが上向きに口を開ける。その口に一定回数ボールを放り込めば、サメ退治回数としてカウントされ、一定回数こなすとボーナスアタッククリアとなる。
なつこ
声：井上富美子
シティコースで登場するハンバーガー店員。
ボーナスアタックはバーガーセット作り。ハンバーガー、シェイク、ポテトなどにボールを命中させて出来上がる、画面下部に表示されるバーガーセットがターゲットとなる。
キャシィ
声：藤野とも子
シティコースで登場する映画スター。お忍びで自身が登場する映画を見に、映画館に来ているところで主人公たちに遭遇する。
ボーナスアタックは、映画館の迷惑な客（音を立ててお菓子を食べている人、悲鳴を上げている人、あくびしている人）である。
みなみ
声：有島もゆ
湾岸コースで登場する遊園地スタッフ。最初は着ぐるみに包まれた状態で登場する。先輩と呼びながら、人が働いている時にデートしているとは何事かと、近寄ってくる。
ボーナスアタックは、電気が点いたり消えたりする観覧車のうち、電気がついているものがターゲットとなる。
うめ
声：山本奈実
湾岸コースで登場するバーテンドレス。
ボーナスアタックは、ビルの窓のうち、電気が点滅しているものがターゲットとなる。
りかる
声：鈴木砂織
デートの相手の女の子。ゲームの最後で、今日は家に寄っていかない？と言い寄り、最終ステージはりかるの家となる。
ボーナスアタックは、本作に登場した女の子たち。まずは邪魔な（りかる以外の）女の子たちを狙って規定回数ずつ命中させることで全員を退けた後、りかるに規定回数命中させればゲームクリアとなる。
通常、ボーナスアタックでのターゲットへの命中回数は内部的に保持され続けるため、パンク後の再度の大当たりの際、ターゲットへの命中回数は前回大当たりの続きからとなる。しかし、本ステージに限り、大当たりのたびにターゲットへの命中回数はリセットされる。

#### スタッフ
- キャラクタデザイン、原画：木下 崇
- 企画、キャラクター設定：たけうちこうた

### パチンコセクシーリアクション3 ロマンティックフレンズ 恋のサマーバケーション
シリーズ第3作として発売される予定だったタイトル。シリーズの開発に携わっているフューパックは自社の開発実績に掲載しており、2000年のAMショー（9月21日 - 23日）や2001年のAOUショー（2月23日 - 24日）にも出展、池袋のゲームセンター等でもロケテストを行っていたが、未発売に終わっている。

#### スタッフ
- キャラクタデザイン、原画：阿部恒（スタジオ童夢）

### パチンコセクシーリアクション4 ロマンティックフレンズ メイドフォーエバー
3作目が未発売なのにも関わらず、メイドをモチーフにした4作目のロケテストが行われていたが、こちらも未発売に終わっている。